# 1-溴丙烷
1-溴丙烷为无色或淡黄色透明液体，中性或微酸性，对光敏感，m.p.-110℃，b.p.71℃，相对密度1.357(20℃)，n20D为1.4341，能以任意比例与醇、醚混合，微溶于水。1-溴丙烷作为一种有机合成原料，在农药上用于合成有机磷杀虫杀螨剂硫丙磷、丙硫磷、丙溴磷等，也可用于医药、染料、香料工业，以及作为格氏试剂原料，CAS號為106-94-5 。
1-溴丙烷的制备方法主要有以下两种。
- 由正丙醇与氢溴酸反应而得。

将氢溴酸加入浓硫酸中，再加入正丙醇，加热回流0.5h。于70-75℃将生成的溴丙烷全部蒸出，然后用浓盐酸洗，再用碳酸钠中和至pH为7。用无水硫酸钠干燥，过滤，滤液蒸馏，收集69-74℃馏分，得溴丙烷。
- 由正丙醇与溴化钠反应而得。

将正丙醇和水、溴化钠一起加热至回流，保持69-72℃滴加硫酸，加毕，继续回流2h。蒸馏，收集68-100℃馏出液，用碳酸钠溶液洗至中性，再蒸馏，收集68-76℃馏出液即溴丙烷。另外，在红磷存在下，正丙醇与溴反应也可制备溴丙烷。